# Квинт Флавий Тертул
Квинт Флавий Тертул (на латински: Quintus Flavius Tertullus) e политик и сенатор на Римската империя през 2 век.
Произлиза от фамилията Флавии. През 133 г. Тертул е суфектконсул заедно с Квинт Юний Рустик. 